# Pinus tropicalis
Pinus tropicalis je borovice, rostoucí v tropických pobřežních a nížinných oblastech Kuby.

## Synonyma
- Pinus cubensis varieta terthrocarpa
- Pinus terthrocarpa.

## Popis
Stálezelený a jehličnatý strom, dorůstající do výšky 30 m. Kmen stromu je štíhlý a kulatý, dosahuje průměru 1,8 m. Koruna je široce zaoblená, nepravidelná a otevřená. Borka je u mladých stromů a větví šupinovitá a loupající se a červenohnědá, u starších stromů šedá, tlustá, drsná, šupinovitá a rozlámaná do nepravidelných mnohoúhelníkových plátů, rozdělených hlubokými podélnými prasklinami. Letorosty tvoří jednu uzlinu ročně; letorosty jsou silné, drsné, s velkými a neopadavými, dolů zahnutými, kolénky listové stopky (Pulvinus); oranžovohnědé v 1. a 2.  roce, potom šednoucí a šupinovité, s plochými základnami kolének listové stopky. Jehlice jsou ve svazečcích (Fasciculus) po 2 (vzácně též po 3 ); jehlice jsou přímé a tuhé, s nepatrně vroubkovanými okraji, ostré, světle zelené nebo žlutozelené, 30 cm dlouhé, 1,5 mm široké, s průduchy v 6-8 řadách na všech površích jehlic, se 2-9 velkými pryskyřičnými kanálky, dotýkající se pokožky (Epidermis) a podkožky (Hypodermis) a tvořící přepážku; svazečkové pochvy jsou neopadavé, zpočátku 20 mm dlouhé, žlutohnědé s bělavými okraji, později, na starších svazečcích, 10 mm dlouhé; jehlice zůstávají na stromě 2 roky. Samčí šištice jsou seskupené, vztyčené, obdélníkové až válcovité, 30 mm dlouhé a 5 mm široké, růžové, později žluté, později hnědé. Samičí šištice - šišky jsou umístěné blízko konců větví, jsou vztyčené, na krátkých a silných stopkách; vyskytují se po jedné či po dvou či v přeslenech po 6 ; nezralé šišky jsou úzce vejčité, purpurovočervené, 10 mm dlouhé a 5-7 mm široké; zralé šišky jsou vejčité se zploštělou základnou, v otevřeném stavu 5-8 cm dlouhé a 4-5,5 cm široké; zůstávají několik let na stromě a pak padají i se stopkou. Šupin šišek je asi kolem 100-120 , jsou tmavohnědé, rovné nebo silně zakřivené, s plochými či mírně vyvýšenými, 12 mm širokými, oranžovohnědými, výrůstky; s plochým či mírně vyvýšeným, 3 mm širokým, kosočtverečným, šedohnědým a beztrnným, přírůstkem prvního roku na záďové straně. Semena jsou šikmo vejčitá, mírně zploštělá, šedohnědá, 5 mm dlouhá a 4 mm široká, s ohebným, dvěma drápky přichyceným, obvejčitě obdélníkovým, žlutočerným, 12-15 mm dlouhým a 5-6 mm širokým, křídlem. Strom kvete leden-květen, semena dozrávají v červenci až srpnu následujícího roku.

## Příbuznost
Pinus tropicalis je blízce příbuzná s borovicemi Pinus latteri, Pinus massoniana a Pinus merkusii.

## Výskyt
Pinus tropicalis se vyskytuje endemicky na západní Kubě (provincie Pinar del Río, Ostrov Mládeže (do roku 1978 nazývaný Ostrůvek Borovic).

## Ekologie
Nížinný strom, rostoucí na pobřežních rovinách a v nízkých podhůřích, v nadmořských výškách 1-300 m, v na živiny chudých, písečných či štěrkovitých, aluviálních a suchých, půdách, které rychle odvádějí vodu. Klima tropické, s ročním srážkovým úhrnnem 1200 mm a s dlouhotrvajícím obdobím sucha. Pinus tropicalis se vyskytuje částečně sympatricky s borovicí Karibskou (Pinus caribaea) varieta caribaea, která má větší výškový rozsah. Pinus tropicalis roste na otevřených borovicových nížinných savanách, ve kterých převládají trávy, a kde dochází k častým požárům, Pinus tropicalis zde má výhodu oproti Pinus caribaea, protože díky stavu podobnému trávě, takzvaná „Trávová etapa“ (jedná se o etapu života mladistvých borovic, která se vyznačuje zabráněním růstu semenáčů do výšky, tvorbou sekundárních jehlic, které se neprodlužují - borovice připomíná bylinu (trávu) a zůstává v této etapě (kolem 3 let), přičemž si současně vyvíjí velký hlavní kořen a pak, když dojde k nárůstu množství světla, například po požáru, začne rychle růst do výšky), dokáží semenáče Pinus tropicalis přežít opakované ohně, a stát se tak jedinou borovicí v tomto typu vegetace. „Trávovou etapou“ procházejí i jiné borovice, byla zjištěna také u: Pinus devoniana, borovice Elliotovy varieta densa (Pinus elliottii varieta densa), Pinus engelmannii, Pinus merkusii, Pinus montezumae, borovice bahenní (Pinus palustris) a Pinus pseudostrobus. Pinus tropicalis je mrazuvzdorná pouze do –1 °C.

## Nepřátelé a nemoci
Semenáče stromu jsou často napadány houbovou chorobou fusariovým vadnutím.

## Využití člověkem
Pinus tropicalis je místně důležitým zdrojem dřeva, využívaného hlavně místními dřevozpracujícími podniky. Dřevo z tohoto stromu je hutné a trvanlivé, ale má vysoký obsah pryskyřice.

## Ohrožení
Strom je v seznamu IUCN veden jako zranitelný. Jeho populace klesá. Celá jeho populace je přirozeně rozdělena do dvou hlavních podpopulací, jedna na pevninské Kubě a druhá na Ostrově Mládeže. Přílišné kácení tento strom ohrožuje, navíc lesníci a správci země raději vysazují rychleji rostoucí borovici Karibskou (Pinus caribaea varieta caribaea / Pinus hondurensis), jejíž semenáče nejsou navíc tak náchylné k fusariovému vadnutí. I přesto je regenerace populace Pinus tropicalis poměrně dobrá, obzvláště v oblastech chráněných proti přílišnému spásání. Pinus tropicalis je vysazována v lesnictví především na Kubě, omezeně též mimo Kubu. Pinus tropicalis je součástí dvou národních parků pevninské Kuby, v provincii Pinar del Río: Národní park Viñales a Národní park La Güira.